# Marián Kapusta
Marián Kapusta (* 8. září 1956) byl slovenský a československý politik, po sametové revoluci poslanec Sněmovny lidu Federálního shromáždění za Kresťanskodemokratické hnutie, později za Slovenské kresťansko-demokratické hnutie.

## Biografie
Ve volbách roku 1990 zasedl za KDH do Sněmovny lidu (volební obvod Západoslovenský kraj). Na jaře 1992 přešel do poslaneckého klubu Slovenského křesťansko-demokratického hnutí. Ve Federálním shromáždění setrval do voleb roku 1992.